# Hamburger Programm (SPD)
Das Hamburger Programm ist das auf dem Bundesparteitag am 28. Oktober 2007 in Hamburg beschlossene Grundsatzprogramm der Sozialdemokratischen Partei Deutschlands. Der vollständige Titel lautet „Hamburger Programm. Grundsatzprogramm der Sozialdemokratischen Partei Deutschlands“. Es löste das bis dahin gültige Berliner Programm vom 20. Dezember 1989 ab.

## Inhalte
Das Hamburger Programm nennt als ausdrückliches Ziel mehrfach den in der SPD umstrittenen Begriff des „demokratischen Sozialismus“. Außerdem fordert die SPD darin die Einführung gesetzlicher Mindestlöhne, notwendig sei eine „gerechte Besteuerung“ von großen Vermögen und Erbschaften und die Ausdehnung der gesetzlichen Rentenversicherung auf alle Erwerbstätigen. Darüber hinaus sollen nicht-EU-Ausländer ein kommunales Wahlrecht erhalten und die Vereinten Nationen „oberste Instanz der internationalen Rechtsordnung“ werden. Das Vetorecht für einzelne Staaten im Sicherheitsrat sei abzuschaffen. Längerfristig soll es eine europäische Armee geben.